# Nødebo
Nødebo is een plaats in de Deense regio Hovedstaden, gemeente Hillerød, en telt 1897 inwoners (2007).
De plaats ligt aan het meer Esrum Sø.